# Osmar Ibáñez
Osmar Barba Ibáñez (Santoña, Cantabria, 5 de junio de 1988), por lo general conocido como simplemente Osmar, es un futbolista español que juega en el Seoul E-Land FC de la K League 2, segunda división surcoreana.

## Trayectoria

### Racing Santander
Producto de la cantera del Racing de Santander, durante la temporada 2007/08 jugó cedido en el filial de la Unión Deportiva Salamanca, el CD Salmantino. Tras regresar de la cesión se hizo con un puesto titular en el Racing B, de la Segunda División B de España., donde la temporada 2008/2009 llegó a ser máximo goleador de su equipo a pesar de ser central. Tras un año jugando la totalidad de los encuentros, debutó en primera división el 8 de noviembre de 2009, en el partido que enfrentó al Racing con el Athletic Club en los Campos de Sport de El Sardinero. Osmar jugó todos los minutos del encuentro, que se saldó con victoria bilbaína por cero goles a dos.
En mayo de 2010 se convirtió oficialmente en jugador de la primera plantilla.

### Buriram United
En la temporada 2012-13 ficha por el Buriram United FC de la Liga Premier de Tailandia. El 4 de noviembre de 2012 ganó la Thai FA Cup al vencer el Buriram United al Army United por un gol a dos, convirtiéndose así en primer futbolista español en ganar un título en Tailandia. Una semana después ganaría su segundo título en Tailandia, la Toyota League Cup. Debido a sus buenas actuaciones fue elegido como capitán para la temporada 2013.
El 26 de febrero de 2013 debutó en la AFC Champions League en un partido contra el Vegalta Sendai de Japón, como capitán de su equipo e incluso marcando un gol. El 1 de mayo de 2013 se clasificó con el Buriram United FC para la ronda de 16 de la AFC Champions League. Tras vencer al FK Bunyodkor Tashkent en los octavos de final (2-1), fue eliminado en cuartos de final por el Esteghlal FC, siendo Osmar el máximo goleador de su equipo con 3 goles.

### FC Seoul
El 1 de enero de 2014 se anunció su fichaje por el Football Club Seoul de la K League Classic, subcampeón de la Liga de Campeones de la AFC 2013, siendo el primer futbolista español en jugar en la K-League. 
En la temporada 2015 fue elegido segundo capitán, convirtiéndose en el primer extranjero de la historia del equipo en ostentar tal condición. El 31 de octubre de 2015 se proclamó campeón de la Copa FA, convirtiéndose así en el primer futbolista español en ganar un título en Corea del Sur. Asimismo, ganó un premio especial de la K-League por establecer un nuevo récord al ser el único jugador de campo de la liga en disputar todos los minutos de la totalidad de partidos de la temporada (38 jornadas)

Para la temporada 2016, Osmar fue ascendido a primer capitán. El 6 de noviembre se convirtió en campeón de la K-League y debido a sus buenas actuaciones, fue nominado como mejor jugador de la temporada (MVP)
El 10 de enero de 2024, firma por el Seoul E-Land FC de la K League Classic, primera división surcoreana.

## Clubes
| Club                  | País          | Año             |
| --------------------- | ------------- | --------------- |
| Rayo Cantabria        | España        | 2006 - 2007     |
| UD Salamanca B        | España        | 2007 - 2008     |
| Racing de Santander   | España        | 2008 - 2012     |
| Buriram United        | Tailandia     | 2012 - 2013     |
| FC Seoul              | Corea del Sur | 2013 - 2017     |
| Cerezo Osaka (Cedido) | Japón         | 2017 - 2018     |
| FC Seoul              | Corea del Sur | 2018-2023       |
| Seoul E-Land FC       | Corea del Sur | 2024-Actualidad |

## Palmarés
| Título               | Club              | País          | Año       |
| -------------------- | ----------------- | ------------- | --------- |
| FA Thai Cup x2       | Buriram United FC | Tailandia     | 2012-2013 |
| Toyota League Cup x2 | Buriram United FC | Tailandia     | 2012-2013 |
| Thai Premier League  | Buriram United FC | Tailandia     | 2013      |
| Kor Royal Cup        | Buriram United FC | Tailandia     | 2013      |
| FA Cup               | FC Seoul          | Corea del Sur | 2015      |
| K-League             | FC Seoul          | Corea del Sur | 2016      |